# 学校法人鶴鳴学園
学校法人鶴鳴学園（がっこうほうじん かくめいがくえん）は、長崎県長崎市にある学校法人。

## 沿革
- 1896年 笠原田鶴子により長崎女子学院が創立される。
- 1948年 鶴鳴女子高等学校を設置。
- 1951年 学校法人鶴鳴学園を設立。
- 1952年 鶴鳴幼稚園を設置。
- 1966年 旭ヶ丘鶴鳴幼稚園、長崎女子短期大学設置。
- 1997年 鶴鳴女子高等学校を長崎女子高等学校に、鶴鳴幼稚園と旭ヶ丘鶴鳴幼稚園を長崎女子短期大学附属第一幼稚園と同第二幼稚園に改称。
- 2004年 第一・第二幼稚園を統合し長崎女子短期大学附属幼稚園を設置。

## 歴代理事長
- 原田延介

## 設置している学校
- 長崎女子短期大学
- 長崎女子短期大学附属幼稚園
- 長崎女子高等学校